# Aktualneurosen
Aktualneurosen stellen im Gegensatz zu den von Freud beschriebenen klassischen Psychoneurosen ein Krankheitskonzept dar, das keine in der frühen Kindheit zurückliegende Verursachung (Konflikte und psychische Traumatisierungen) aufweist. Vielmehr geht hier dem Auftreten von Symptomen eine aktuelle Veranlassung im unmittelbaren Erleben voraus.

## Formen
Freud unterschied drei Formen von Aktualneurosen:
- Angstneurose
- Neurasthenie
- Hypochondrie

Diese stellte er den Psychoneurosen gegenüber, wie Freud diese mit seinem Analyseverfahren behandelbaren Neurosen auch nannte. Da Aktualneurosen eine andere Entstehung aufweisen, ist ein analytisches Behandlungsverfahren zur Aufdeckung schädigender frühkindlicher Erlebnisse nicht erforderlich.

## Bedeutung
Da die Aktualneurose keinen Angriffspunkt für psychoanalytische Behandlung bot, wurde dieses Konzept von Freud nicht weiterentwickelt und geriet so in Vergessenheit. Nach seinem späteren Konzept stellte er aus der Sicht seiner psychoanalytischen Techniken der Behandlung die narzisstischen Neurosen den Übertragungsneurosen gegenüber. Aktualneurosen werden jedoch heute erneut als Modell für die Entstehung von körperlichen Symptomen von der Psychosomatik z. B. im Rahmen von Theorien zum Verständnis funktioneller Syndrome benutzt. Hierbei werden auch die 1955 von Max Schur entwickelten Vorstellungen der Resomatisierung zu Hilfe genommen. Das vergessene Modell Freuds wird daher in Kombination mit dem von Max Schur wieder als „sehr aktuell“ bezeichnet.

## Nachweise
1. ↑  Freud, Sigmund: Die Sexualität in der Ätiologie der Neurosen. (1898) In: Gesammelte Werke, Band I, S. Fischer Verlag, Frankfurt / M 31953, ISBN 3-10-022703-4; Seite 509
2. ↑  Peters, Uwe Henrik: Lexikon Psychiatrie, Psychotherapie, Medizinische Psychologie. Urban & Fischer, München 62007; ISBN 978-3-437-15061-6; Stw. „Aktualneurosen“: Seiten 16, 424 und Stw. „Psychoneurose“: Seiten 436, 575, 667 (online)
3. ↑  Hoffmann, Sven Olav und Hochapfel, G.: Neurosenlehre, Psychotherapeutische und Psychosomatische Medizin. (1999), CompactLehrbuch, Schattauer, Stuttgart 62003, ISBN 3-7945-1960-4, Seiten 205 f.